# Tommy Victor
Tommy Victor (Nueva York, 19 de septiembre de 1966) es un músico estadounidense. Es vocalista y guitarrista de la agrupación de heavy metal Prong, la cual fundó en Nueva York en 1986.

## Carrera
A finales de los ochenta Victor se desempeñó como ingeniero de sonido en Nueva York. Después del lanzamiento del disco Rude Awakening de Prong en 1996, la agrupación se separó y Victor se trasladó a Los Ángeles con el fin de reformar Prong. Tomó un descanso en el cual colaboró con Rob Zombie, Marilyn Manson, Trent Reznor y Glenn Danzig. 
Desde 2012 Prong ha retornado a los escenarios y se ha mantenido muy activa, dando conciertos y grabando discos. Victor actualmente trabaja junto a Glenn Danzig en su agrupación Danzig. 
También forma parte del supergrupo Teenage Time Killers.